# Leryn Franco
Leryn Franco (née le 1er mars 1982 à Asuncion) est une athlète paraguayenne spécialisée dans le lancer de javelot. Son record personnel est établi à 55,66 mètres (5 juin 2011, Buenos Aires, record du Paraguay).
La jeune femme est également modèle de mode. En 2006, elle finit première dauphine à l'élection de "Miss Univers Paraguay" et première princesse à l’élection de "Miss Bikini Univers".
Un certain nombre d'articles people ont annoncé qu'elle avait une relation avec certains joueurs de tennis célèbres tels que Rafael Nadal, Novak Djokovic
.

## Palmarès

### Jeux olympiques
- Jeux olympiques d'été de 2004 à Athènes
  - 42e du lancer du javelot (qualification seulement)
- Jeux olympiques d'été de 2008 à Pékin
  - 36e du lancer du javelot (qualification seulement)
- Jeux olympiques d'été de 2012 à Londres
  - 34e du lancer du javelot (qualification seulement)

### Championnats d'Amérique du Sud
- Championnats d'Amérique du Sud 2011 à Buenos Aires
  -  du lancer de javelot avec 55,66 m, record du Paraguay